# Syndrome de Crouzon
 Mise en garde médicale
La maladie de Crouzon est une craniosynostose en rapport avec une mutation du gène FGFR2. Cette mutation du gène FGFR2 est responsable d'autres craniosynostoses regroupées sous le nom de craniosynostoses FGFR dépendantes.

Les sutures du crâne qui fusionnent dans cette maladie sont les sutures coronales, lambdoïdes et sagittales.

Il existe une forme clinique de la maladie de Crouzon avec manifestation dermatologique à type d'acanthosis nigricans en rapport avec une mutation du FGFR3.

## Autres noms de la maladie
- Dysostose craniofaciale type Crouzon
- Syndrome pseudo Crouzon
- Dysostose craniofaciale type I

## Étiologie
- Mutation du gène FGFR2 ou en anglais : fibroblast growth factor receptor 2 localisé sur le locus q26 du chromosome 10. Il existe deux allèles de cette mutation
- Certaines études suggèrent que l'âge paternel augmenterait le risque de cette pathologie[1],[2].

## Incidence
1 sur 50 000 naissances.

## Description
- La fusion des sutures du crâne se fait avant la naissance.
- La face est caractéristique avec hypoplasie du maxillaire supérieur, lèvre supérieure hypoplasique, hypertélorisme, exorbitisme.
- Dans ce syndrome, il n’existe pas d’atteinte des mains et des pieds.
- Cette craniosténose étant évolutive, le risque le plus important est l’apparition d’une hypertension intracrânienne avec cécité.
- L'intelligence est normale.

### Avec acanthosis nigricans
Épaississement velouté, pigmenté, avec des stries, parfois papillomateux, localisé dans les plis.

## Diagnostic
Le diagnostic est essentiellement clinique :

### Anténatal
Le diagnostic anténatal est possible par échographie si la forme en est précoce avec anomalie de la forme du crâne.

### Post natal
Les caractéristiques cliniques permettent facilement le diagnostic.

### Différentiel
Le diagnostic différentiel est celui d’une craniosynostose.

## Mode de transmission
Transmission autosomique dominante

## Conseil génétique
Une enquête familiale est indispensable.